# Shruti
Shruti (sanskrtsko »slišno«) je v glasbi Indije in Pakistana najmanjši interval med dvema tonoma, ki ga lahko zaznamo. Po indijski teoriji je oktava razdeljena na 22 shruti-jev. Delitev ni popolnoma natančna, vendar lahko te mikrotonalne enote lahko primerjamo z zahodnoevropskimi četrttoni, katerih oktava vsebuje 24. Izraz shruti je uporabljen tako za indiciranje posamezne note, kot za označevanje intervala med dvema notama.